# Lakkavalli, Sorab
Lakkavalli là một làng thuộc tehsil Sorab, huyện Shimoga, bang Karnataka, Ấn Độ.